# Hexagonalt pyramidtal
Hexagonalt pyramidtal är en sorts figurtal som bildas genom att addera de första hexagontalen.
De första hexagonala pyramidtalen är:
0, 1, 7, 22, 50, 95, 161, 252, 372, 525, 715, 946, 1222, 1547, 1925, 2360, 2856, 3417, 4047, 4750, 5530, 6391, 7337, 8372, 9500, 10725, 12051, 13482, 15022, 16675, 18445, 20336, 22352, 24497, 26775, 29190, 31746, 34447, 37297, 40300, … (talföljd A002412 i OEIS)
Det n:te hexagonala pyramidtalet ges av formeln
{\displaystyle {\frac {n(n+1)(4n-1)}{6}}.}